# Ophrys caucasica
Ophrys caucasica (azerbajdžansko Xarı-bülbül, armensko Սարդակիր Մեղվակիր, latinizirano: Sardakir mexvakir, gruzinsko ფუტკრის-დედა, latinizirano: put' k'ris-deda) je cvetoča rastlina iz družine kukavičevk, endemit Kavkaza. Popisana je bila na številnih območjih po Azerbajdžanu, Armeniji, Gruziji in Rusiji.
Celotna razširjenost vrste se po Delforgeju razteza od obalnih masivov severovzhodne Anatolije, od Trabzona na zahodu, verjetno do Kaspijskega jezera.
Ophrys caucasica je nekoč najbolj priljubljena roža v Azerbajdžanu, zlasti v regiji Karabah v Azerbajdžanski republiki. Cvet Ophrys caucasica je bil nekoč simbol azerbajdžanskega mesta Šuša. Med drugo karabaško vojno je postal simbol celotnega Karabaha, kasneje pa simbol azerbajdžanske zmage in duha azerbajdžanskih mučenikov.
Čeprav je rastlina, ki se v Azerbajdžanu običajno imenuje Kharibulbul, glavna vrsta Ophrys caucasica, je verjetno, da se vse vrste rodu Ophrys v Azerbajdžanu imenujejo s tem imenom. Po Rdečem seznamu IUCN je kategorija in status vrste »Ogrožena« – EN B1ab(iii)+2ab(iii). Je endemična vrsta.
Vsako leto v maju poteka glasbeni festival Khari Bulbul v azerbajdžanskem mestu Šuša in drugih mestih, kot so Aghdam, Aghjabadi in Barda.

## Etimologija
Beseda khari iz imena Khari Bulbul je epitet v azerbajdžanskem jeziku, to pomeni, da bi morala biti povezana z značilnostmi te rože. Ena od pomembnih značilnosti Ophrys caucasica je barva, v kateri se mešajo različne barve (zelena, rumena, rdeča itd.), pri čemer se beli cvetni list, ki je del istega cvetnega lista, spremeni v drugega rožnatega. Obstajajo celo vzorci na delu pod prsmi Ophrys caucasica. Pisatelj A. Valiyev opisuje tovrstno eleganco takole: »Ko sonce zahaja, se listi dreves spreminjajo iz barve v barvo, kot kos lesa se naenkrat obarvajo v različne barve.«
Khara v azerbajdžanščini je gosta in sijoča tkanina z različnimi vzorci. Imena oblačil in vzmetnic, izdelanih iz njega, najdemo tako v delih azerbajdžanskih pisateljev kot v azerbajdžanskih epih. Ko se premika ta kos ali se ga gleda iz različnih zornih kotov, se barve prelivajo. Ravno zaradi prisotnosti teh značilnosti dela khara v Ophrys caucasica so ga imenovali khara nightingale (polni prevod je »slavček v črnih oblačilih«). Izgovorjava besede Khara kot Khari v pogovornem jeziku je povezana z zahtevo zakona harmonije v azerbajdžanskem jeziku.
Toda tudi v armenščini se njeno ime (Sardakir Mexvakir) nanaša na njene primarne opraševalce, pajke (ali 'Sard') in čebele (ali 'Mexu') ter njihovo hrano (ali 'kir').

## Razstave
Leta 2014 je Zvezna nacionalna kulturna avtonomija Azerbajdžancev v Rusiji organizirala razstavo z naslovom Khari bulbul, cvet miru in ljubezni. Marca 2014 je v Konservatoriju botaničnega vrta Združenih držav potekala slovesnost predstavitev Ophrys caucasica.

## Galerija
- 2007 Znamka Azerbajdžana s podobo rože